# President de La Rioja
El President de la Rioja és el cap de la comunitat autònoma de La Rioja. L'actual (2019) presidenta del govern és Concha Andreu (PSOE).

## Llista de presidents de la Rioja (1982-actualitat)
| N.º | President | President                   | Inici                 | Fi                   | Partit | Partit   |
| --- | --------- | --------------------------- | --------------------- | -------------------- | ------ | -------- |
| 1   |           | Luis Javier Rodríguez Moroy | 1 de setembre de 1982 | 4 de febrer de 1983  |        | Ind./PRP |
| 2   |           | Antonio Rodríguez Basulto   | 4 de febrer de 1983   | 6 de juny de 1983    |        | PSOE     |
| 3   |           | José María de Miguel        | 6 de juny de 1983     | 29 de juliol de 1987 |        | PSOE     |
| 4   |           | Joaquín Espert              | 29 de juliol de 1987  | 13 de gener de 1990  |        | AP/PP    |
| 5   |           | José Ignacio Pérez Sáenz    | 13 de gener de 1990   | 8 de juliol de 1995  |        | PSOE     |
| 6   |           | Pedro Sanz                  | 8 de juliol de 1995   | 8 de juliol de 2015  |        | PP       |
| 7   |           | José Ignacio Ceniceros      | 8 de juliol de 2015   | 29 d'agost de 2019   |        | PP       |
| 8   |           | Concha Andreu               | 29 d'agost de 2019    | 29 de juny de 2023   |        | PSOE     |
| 9   |           | Gonzalo Capellán            | 29 de juny de 2023    | al càrrec            |        | PP       |